# Правни факултет Универзитета Медитеран
Правни факултет у Подгорици је члан Универзитета Медитеран и налази се у булевару Џорџа Вашингтона, у непосредној близини клиничког центра. Као дио Универзитета Медитеран, Правни факултет, утемељен је 2007. године. Наставу изводе професори права из Црне Горе, као и познати професори права са Правног факултета из Београда.

## Одсјеци
Одсјеци Правног факултета Универзитета Медитеран су:
- Правосудни одсјек и
- Привредно-правни одсјек.

## Намјена
Правосудни студијски програм намијењен је студентима који имају намјеру да се баве судијским послом, адвокатуром, као и онима који би жељели радити у тужилаштву, правобранилаштву итд.
Привредно-правни студијски програм је намијењен студентима који имају више интересовања за изучавање права у привреди и бизнису (рад у банкама, разним привредним компанијама и тд...)

## Постдипломске студије
Факултет организује специјалистичке студије као и магистарске студије (смјерови: Кривичноправни, Привредноправни и Правнополитички).

## Остали облици правничког усавршавања
На факултету се организују семинари за припрему полагања правосудног испита, семинари за нотаре, судске вјештаке...